# Graes
Graes is een plaats in de Duitse gemeente Ahaus en telt ongeveer 1700 inwoners. De plaats is gelegen aan de Bundesstraße 474.
In 1098 wordt Graes voor het eerst vermeld. Sinds 1898 heeft Graes een kleine kapel.
Tot 1975 was Graes onderdeel van de gemeente Wessum welke nu ook onder de gemeente Ahaus valt.
Ahaus · Alstätte · Graes · Ottenstein · Wessum · Wüllen